# Le colline hanno gli occhi (film 2006)
Le colline hanno gli occhi (The Hills Have Eyes) è un film del 2006, diretto da Alexandre Aja. È il remake dell'omonimo film del 1977, diretto da Wes Craven.
Il film è uscito nei cinema statunitensi il 10 marzo 2006, e in quelli italiani il 25 agosto dello stesso anno.

## Trama
(Lynn al fratello, poco prima dell'aggressione dei mutanti alla roulotte)
Il prologo si apre con un testo secondo il quale tra gli anni 1945 e 1962 il governo degli Stati Uniti d'America ha condotto più di trecento esperimenti atomici nel deserto del Nuovo Messico senza rivelare gli effetti genetici causati dalle radiazioni rilasciate da questi. Anni dopo un gruppo di scienziati in tute protettive esplora la zona contaminata prima di essere brutalmente uccisi da un individuo armato di piccone.
Al termine dei titoli di testa del film che mostrano un montaggio di esperimenti atomici alternati a grottesche immagini di persone mutate dalle radiazioni, viene mostrato un vecchio addetto ad una pompa di benzina in una zona sperduta nel deserto, che cerca qualcuno di nome Jupiter e Ruby, gridando minacciosamente al primo di non volere più essere coinvolto. Rientrato in casa, l'uomo trova una borsa piena di gioielli ed effetti personali ed un contenitore con un orecchio mozzato.
Le inquadrature raccontano quindi dei Carter, tipica famiglia media americana, che decide di andare a trascorrere le proprie vacanze in roulotte a San Diego. Al nucleo familiare appartengono Big Bob, poliziotto in pensione, sua moglie Ethel ed i figli, Lynn, Brenda e Bobby. Lynn, la maggiore, è accompagnata dal marito Doug Bukowski e dalla loro bambina di pochi mesi, Catherine.
Durante il viaggio, Big Bob su consiglio del vecchio benzinaio imbocca una deviazione, che dovrebbe essere una scorciatoia, ma finisce per perdersi. La comitiva si ferma così alla vecchia stazione di servizio per chiedere informazioni, dove vengono a conoscenza del vecchio benzinaio. Intanto Bobby è costretto ad entrare in una lurida latrina, ma si sente osservato: qualcuno lo sta spiando.
Uno dei due cani della famiglia (Beauty), visibilmente agitata, scappa. Lynn è costretta ad entrare nel negozio-abitazione annesso alla pompa per recuperarla e vede la borsa piena di oggetti che sembrano rubati. Il proprietario della pompa scopre Lynn e, temendo che questa abbia scoperto i segreti che nasconde, tende una trappola a tutta la famiglia, consigliando loro di prendere una scorciatoia tra le colline per far loro risparmiare due ore di viaggio. Si capisce che il proprietario si era messo precedentemente d'accordo con i mutanti per indicare alla gente che passava dalla sua pompa quella ipotetica scorciatoia. Dopodiché lui prendeva parte, o tutti, degli oggetti rubati alle persone.
I Carter iniziano così a percorrere diverse miglia lungo la strada, assai dissestata, che si perde fra queste, inconsapevoli di attraversare un ex sito militare per i test atomici, risalenti agli anni cinquanta. Proprio qui, qualcuno mette sulla carreggiata una catena irta di spuntoni metallici: gli pneumatici vengono bucati facendo sbandare l'auto e la roulotte che si schiantano contro una roccia. Nessuno resta ferito, ma l'auto ha ora il semiasse inservibile ed i Carter si ritrovano isolati nel mezzo del deserto.
I cani della famiglia cominciano ad abbaiare, scappando in direzione delle colline. In effetti, qualcuno dalle colline li sta osservando con un binocolo. Big Bob e Doug decidono di andare in cerca di soccorso: il primo torna indietro, nella direzione della pompa di benzina, mentre il secondo prosegue lungo la strada.
Alla ricerca dei cani, Bobby si avventura tra le colline e dopo aver trovato la cagna Beauty squartata, precipita in un crepaccio. Svenuto, viene sorvegliato da Ruby, una ragazzina deforme decisa a proteggere il ragazzo da Goggle, uomo mutante che ha ucciso la cagna e si sta cibando dei suoi resti.
All'alba, Doug torna con una mazza da baseball, una canna da pesca e altri oggetti trovati all'interno di molte auto abbandonate in un enorme cratere nel quale la loro "scorciatoia" s'interrompe.
Intanto, Big Bob è arrivato alla stazione dove non trova nessuno. Entrato nella stanza del proprietario, trova affissi al muro numerosi ritagli di giornale che raccontano di una comunità di minatori che, all'indomani dell'inizio di test nucleari nella zona in cui vivevano, non hanno voluto spostarsi altrove. Frugando tra le cose del proprietario, vede il contenitore dentro la borsa con l'orecchio mozzato. Consapevole del pericolo, estrae la pistola che ha portato con sé e trova il benzinaio chiuso nella latrina, ubriaco ed in preda ad una crisi, che farfuglia di responsabilità per poi suicidarsi, facendosi saltare la testa con un colpo del proprio fucile.
Mentre Bob cerca di fuggire, voci minacciose lo circondano. Una di queste, appartenente a Papa Jupiter, grida: "Papà!, Papà!, oh, Papà!". Salito su un'auto lì parcheggiata, Bob viene brutalmente colpito da Papa Jupiter (una sorta di patriarca del clan di mutanti) e trasportato in una miniera dallo stesso, assieme ai mutanti Lizard e Pluto.
Nell'ex zona militare, Brenda ritrova Bobby che, dopo le cure di Lynn, è l'unico a restare sveglio e ad accorgersi di strani movimenti nei paraggi. Richiamata l'attenzione dei familiari, scopre che il padre è stato legato ad un albero. Mentre corrono verso di lui, il corpo di Bob, ancora vivo, comincia a prendere fuoco. Intanto Lizard ed il cugino Pluto entrano nella roulotte e iniziano a violentare Brenda. Quando Lynn si accorge di strani movimenti, accorre in suo soccorso ma viene, a sua volta, sottomessa, e costretta a far bere a Lizard il latte dai propri seni.
Dopo che Big Bob è completamente arso, sua moglie Ethel si accorge delle urla di Brenda, ma entrando nella roulotte viene colpita mortalmente da Lizard e con lei anche Lynn. La piccola Catherine viene rapita. Beast, il pastore tedesco superstite dei Carter, attacca Goggle che fa da vedetta sulle colline uccidendolo e staccandogli un braccio che viene riportato ai Carter. La mano stringe ancora un walkie-talkie e dalle frequenze radio apprendono che i mutanti si preparano ad attaccarli nuovamente.
L'indomani, mentre Doug armato della mazza da baseball, va alla ricerca del covo dei mutanti con al seguito Beast, i due fratelli predispongono un rudimentale sistema di allarme perimetrale attorno all'area della roulotte con il filo della canna da pesca, per non farsi sorprendere dagli aggressori.
Doug, percorsa una miniera, vi trova all'uscita il villaggio della famiglia dei mutanti che porta ancora i segni dell'allestimento della zona per i test atomici, con manichini sistemati per simulare la vita comune di una città. Trova la casa ove viene custodita la sua bambina ma, entratovi, viene stordito da Big Mama, donna mutante che si occupa dei bambini del proprio clan. L'uomo si risveglia rinchiuso in un frigorifero pieno di monconi di cadaveri, dal quale riesce a liberarsi.
Si aggira per la casa dove era custodito e trova la salma semi-carbonizzata del suocero con una bandierina a stelle e strisce conficcata alla sommità della testa. Il mutante Big Brain, affetto da idrocefalia e gotta e costretto dalla nascita sulla sedia a rotelle, sta cantando l'inno nazionale statunitense. Questi racconta a Doug della storia dei mutanti, di come i loro padri minatori, traditi dal governo americano, furono costretti a vivere nelle cavità delle miniere, ad aggirarsi per sopravvivere nella zona contaminata dalle radiazioni nucleari causa delle mutazioni dei figli, asserendo che il loro modo crudele di sopravvivere non sia che la conseguenza della condotta del governo.
Una volta concluso il racconto, Pluto fa irruzione nella casa ed ingaggia con Doug una violenta colluttazione, mozzandogli due dita con un'ascia. Con l'aiuto del suo cane, l'uomo riesce ad uccidere il mutante, piantandogli prima la bandierina americana nella gola, quindi finendolo con la sua stessa ascia. Per strada, Doug incontra ed uccide anche il mutante Cyst, appropriandosi del fucile che imbraccia.
Intanto Big Brain impartisce a Lizard via radio l'ordine di uccidere Catherine, venendo poi sbranato da Beast. Ruby, percepito il pericolo per la neonata, la sottrae al fratello Lizard che, imbestialito, la insegue. Alla roulotte, Papa Jupiter sottrae di nascosto dai figli la salma di Ethel per cibarsene, ma Bobby e Brenda lo intrappolano nella roulotte e lo uccidono facendo esplodere il mezzo: l'interno era stato riempito di gas ed erano stati posti dei fiammiferi alla base della porta. Una volta aperta dal mutante l'attrito dei fiammiferi con il pavimento provoca l'esplosione dell'abitacolo che lo uccide.
Doug ingaggia sulle colline un violento scontro con Lizard: gli spara con il fucile, ma i colpi non riescono a ferirlo mortalmente. Solo grazie al sacrificio di Ruby, che si lancia in un burrone trascinando con sé Lizard, Doug può salvare Catherine.
Doug fa ritorno insieme a Catherine e Beast al luogo della roulotte e riabbraccia Bobby e Brenda. Assieme possono, infine, incamminarsi verso una direzione di uscita dalla zona.
L'ultima scena mostra i superstiti della famiglia Carter nuovamente osservati dalle colline.

## Produzione
L'idea di realizzare un rifacimento de Le colline hanno gli occhi fu inizialmente considerata da Wes Craven - autore della saga -, il quale si convinse a realizzare il progetto dopo i buoni risultati ottenuti dai remake come Non aprite quella porta e The Amitivylle Horror. Craven, che comunque era interessato solo ad un ruolo di produttore esecutivo, ricercò insieme alla sua socia Marianne Maddalena dei registi all'esordio. I due puntarono sin dall'inizio sul duo cinematografico Alexandre Aja, Grégory Levasseur, autori nel 2003 dello slasher Alta tensione.

Dopo un primo colloquio sulla storia da sviluppare ed il piano di produzione, Craven commentò così il duo:
Aja e Levasseur, iniziarono a lavorare sullo script il giorno seguente all'assunzione. Su decisione del duo, furono ricercate possibili location in Namibia, Sudafrica, Messico e Nuovo Messico, ma alla fine si optò per girare le riprese ad Ouarzazate, località del Marocco sub-sahariano.

### Cast
Il primo attore a presentarsi al casting è stato Ted Levine, interessato al ruolo di Big Bob. Per la parte di Ethel è stata provinata solamente Kathleen Quinlan, che espresse il desiderio di essere partecipe come co-protagonista in un film horror. Aaron Stanford è stato scritturato per il ruolo di Doug, poiché Aja voleva un attore in grado di trasformarsi interiormente nel corso della storia.

L'attrice Vinessa Shaw era inizialmente contraria a partecipare al film, ma si convinse ad interpretare Lynn solo dopo aver avuto un incontro privato con Aja:
Per il ruolo di Brenda, Aja voleva un'attice giovane, molto bella e quasi sconosciuta. La scelta ricadde in primis su Emilie de Ravin, agli esordi dopo il debutto nella serie televisiva Lost. Gli interpreti nelle parti dei mutanti non sono stati scelti casualmente, tutti sono infatti stati partecipi di film horror di culto, anche se in parti minori.

### Design
Il regista ha dichiarato che i concept art sviluppati per l'aspetto dei mutanti sono stati ricreati prendendo in visione foto e documenti riguardanti persone realmente contaminate dall'incidente di Chernobyl e dai Bombardamenti atomici di Hiroshima e Nagasaki. Gli effetti speciali e visivi sono stati sviluppati dall KNB EFX Group, nota per i suoi lavori in Il leone, la strega e l'armadio e Sin City. Per ottenere il design finale dei mutanti, la KNB ha impiegato sei mesi di lavoro con tecnologia ZBrush e grafica computerizzata. Dopo aver creato al computer il make-up, agli attori/mutanti sono state inserite delle protesi prima di ogni ripresa.

L'attore Robert Joy, nel film Lizard, parlò così del suo trucco:
Gli oltre 130 effetti visivi, sono stati curati da Jamison Goei, noto per i suoi lavori in Hellraiser e Halloween - La resurrezione. Laura Ortiz, nel film Ruby, è stata l'unica attrice a cui il design non è stato modificato digitalmente: è stato utilizzato solamente il trucco per modificarne l'aspetto.

### Edizione italiana
La direzione del doppiaggio italiano è a cura di Liliana Sorrentino, su dialoghi di Renato Cecchetto, per conto della Dubbing Brothers International Italia.

## Riconoscimenti
- Nomination Saturn Award 2006: miglior trucco

## Camei
- Il truccatore della KNB, Gregory Nicotero, ha partecipato al film nel ruolo di un mutante col busto, presente nella seconda parte della storia.

## Slogan promozionali
- «The lucky ones die first.»
«I più fortunati moriranno per primi.»

## Sequel
- Le colline hanno gli occhi 2 (The hills have eyes 2) (2007), di Martin Weisz